# La propia estimación
La propia estimación es una obra de teatro en tres actos de Jacinto Benavente, estrenada en 1915.

## Argumento
Narra la obra el drama de Aurelio, un hombre maduro que se enamora perdidamente de Ángeles, una mujer casada. Sin embargo, por respeto a sus valores, en lugar de intentar seducirla, la beneficia protegiendo a su marido al que consigue un empleo. Pese a ello, las habladurías se hacen presentes, pretendiendo que Aurelio no busca sino viles intereses.  
Ante la situación, Aurelio abandona la ciudad, despertando finalmente, la añoranza en el corazón de Ángeles.

## Representaciones destacadas
- Teatro de la Comedia, Madrid, 28 de diciembre de 1915.  
  - Intérpretes: Juan Bonafé, Mercedes Pérez de Vargas, Adela Carbone, Alberto Romea, Sr. González.
- Teatro Romea, Barcelona, febrero de 1916.
  - Intérpretes: Emilio Llano, Antonia Plana, María Roxala.
- Teatro Cervantes Bs. As. 17 de septiembre de 1921. Función a beneficio de la Asociación Escolar Mutualista
  - por la Compañía dramática española María Guerrero – Fernando Díaz de Mendoza
- Teatro La Latina, Madrid, 1925
  - Intérpretes: Fernando Díaz de Mendoza.
- Teatro Maravillas, Madrid, 1941.
  - Intérpretes: Milagros Leal, Salvador Soler Marí.
- Teatro Benavente, Madrid, 1950.
  - Intérpretes: Mariano Asquerino, María Luisa Tejedor, Laura Alcoriza, Silvia Roussin.